# Ludvik XVI. Francoski
Ludvik XVI. (rojen kot Louis-Auguste; posmehljivo imenovan tudi Ludvik Zadnji), kralj Francije in Navare iz družine Bourbonov, * 23. avgust 1754, Versailles, Francija, † 21. januar 1793, Pariz.
Ludvik XVI. je bil sin francoskega dofena Ludvika Ferdinanda in Marije Jožefe Saksonske ter vnuk Ludvika XV. Vladal je kot kralj Francije in Navare od leta 1774 do 1791 in potem kot kralj Francozov do aretacije 10. avgusta 1792, ko so ga kot kralja suspendirali zaradi neuspelega poizkusa bega s ciljem sprožiti odpor proti radikalnim spremembam, ki so bile posledice francoske revolucije. Zaradi tega ga je nacionalni konvent spoznal za krivega veleizdaje in ga obsodil na smrtno kazen, ki so jo izvršili 21. januarja 1793. Njegov padec je označil konec absolutistične francoske monarhije, od tod tudi posmehljivi vzdevek Ludvik Zadnji.

## Življenje
Čeprav je bil na začetku priljubljen, sta njegova neodločnost in konzervativnost pri francoskem ljudstvu izzvali odpor do kralja, ki je nazadnje postal simbol fevdalnega zatiranja. Po ukinitvi monarhije leta 1792 mu je nova republikanska oblast nadela vzdevek »Capet«- po Hugu Capetu, ustanovitelju francoske vladarske dinastije, kateri je pripadala tudi bourbonska veja.
Ludvik Avgust se je rodil v Versaillesu, dne 23. avgusta 1754, dofenu Ludviku Ferdinandu (1729-1765), edinemu sinu kralja Ludvika XV. in kraljice Marije Leszczynske. Njegova mati, Marija Jožefa Saksonska, je bila dofenova druga žena in hči Friderika Avgusta II. Saškega, volilnega kneza Saške in kralja Poljske. Ludvik Avgust je bil najstarejši živeči sin v dofenovi družini, kjer je bilo osem otrok, od katerih pa so trije umrli že v zgodnji mladosti. Še zlasti je njegova mlada leta zaznamovala relativna brezbrižnost staršev, ki sta imela rajši starejšega Ludvikovega brata, vojvodo Burgundskega, ki pa je umrl leta 1761, v starosti komaj deset let. Ludvik Avgust je bil, čeprav malce sramežljiv, krepak in zdrav deček ter hkrati odličen učenec, predvsem sta ga veselili angleška zgodovina ter astronomija.
Tudi Ludvikov oče je umrl dokaj mlad, 20. decembra 1765, ne da bi lahko nasledil prestol, kar je njegovo soprogo Marijo Jožefo pahnilo v globoko depresijo, od katere se ni več opomogla vse do svoje smrti 13. marca 1767. Ob smrti svojega očeta je tako Ludvik Avgust z 11 leti postal dofen in s tem prestolonaslednik kraljevine, ki je v tistem času veljala za najbolj ugledno v Evropi. Žal pa ga njegovemu dedu, kralju Ludviku XV. ni uspelo vpeljati v umetnost vladanja, najbrž zato, ker tudi sam ni bil preveč sposoben za to zahtevno opravilo. 
16. maja 1770 se je poročil z avstrijsko nadvojdvodinjo Marijo Antonijo, najmlajšo hči avstrijske cesarice Marije Terezije in cesarja Franca I. Štefana. Rodili so se jima štirje otroci, vendar je le najstarejša hči Marija Terezija Karolina dočakala visoko starost (1778-1851), ostali njuni otroci so bili: Ludvik Jožef Ksaver Franc (1781-1789), Ludvik Karel - bodoči naslovni kralj Francije Ludvik XVII. (1785-1795) ter Zofija Helena Beatris (1786-1787).

## Politika
Ko je Ludvik XVI. zasedel prestol leta 1774 je bila kraljevina globoko zadolžena. Predvidene radikalne finančne reforme so vzrojile plemstvo, ki je trdilo, da kralj nima pravice samostojno uvajati novih davkov, zato je leta 1789 ukazal sklicati zbor t. i. generalnih stanov (prvič po letu 1614) da bi tako dosegel odobritev nujno potrebnih finančnih reform. Dejanje je samo še poglobilo krizo, ki je posledično pripeljala do revolucionarnih trenj junija 1789. Kmalu po sklicu generalnih stanov se je namreč meščanski tretji stan proglasil za Narodno Skupščino; sledil je niz dogodkov z viškom padca Bastilje 14. julija 1789, ki velja za začetek francoske revolucije.
V noči 5. oktobra 1789 je v Versajsko palačo, kjer je živela kraljeva družina, vdrla skupina Parižank iz najnižjega družbenega sloja z namenom izvedbe atentata na kraljico Marijo Antoinetto, kateri so neupravičeno pripisovali velik delež zaslug za nezavidljivo stanje v državi, ki se je vedno bolj pogrezala v kaos. Posledica tega napada je bila preselitev kraljeve družine v palačo Tuilleries v Pariz.
Ludvik XVI. je bil pred revolucijo dokaj popularen in pripravljen sodelovati  pri socialnih, političnih in ekonomskih reformah. Dejstvo, da je podpiral ameriško vojno za neodvisnost to potrjuje. Na splošno je bila zunanja politika Francije v tistem času uspešnejša od notranje. Spoznanja zadnjih let kažejo, da je bolehal za depresijo, zaradi česar je bil v kočljivih situacijah neodločen, kar so s pridom izkoriščali konzervativni predstavniki aristokracije in cerkve, ki so obenem uživali podporo vseh tedanjih evropskih vladarjev. Slednji so se seveda z vso silo upirali demokratičnim spremembam, ki so bile z razvojem meščanstva in kapitalizma že na obzorju. Zaton monarhičnega absolutizma, ki ga je podpirala nazadnjaška cerkev je bil neizogiben in Francija je že orala ledino.

## Konec vladavine
Nadaljnji potek dogodkov je bil za Ludvika XVI. usoden; v Tuillerijah se je počutil nemočnega, zato je 21. junija 1791 s svojo družino na skrivaj odpotoval proti Montmedyju, mestu ob meji na severovzhodu Francije, kjer bi s pomočjo rojalističnih privržencev poizkusil ublažiti radikalne spremembe in zopet vzpostaviti svojo suverenost, kar je bilo v Parizu nemogoče doseči. Toda nesrečnega kralja so na begu prepoznali in ga aretirali v mestecu Varennes. Legenda pripoveduje, da se je med potjo ustavil v lokalni trgovini in ko je hotel plačati s kovancem s svojo podobo, ga je trgovec prepoznal ter prijavil oblastem. Tako se je z družino spet znašel v Parizu in v tamkajšnji palači Tuilleries ostal v hišnem priporu. 
Evropski monarhi so z zaskrbljenostjo spremljali razvoj dogodkov v Franciji in so razmišljali o vojaškem posredovanju, uradno v podporo kralju Ludviku XVI., neuradno pa jih je mikalo izkoristiti nered v razpadajoči monarhiji. Ključna oseba v tej konspiraciji je bil cesar Leopold II. brat Marije Antoinette, ki ga je vedno bolj vznemirjala radikalnost francoske revolucije. 27. avgusta 1791 je skupaj s pruskim kraljem Friderikom Vijemom II. in s posvetovanjem francoskega plemstva v emigraciji sprejel tako imenovano Pilnitz-ko deklaracijo, ki je izražala interes evropskih monarhov, da zaščiti francosko kraljevsko družino v primeru ogrožanja njenega obstoja. Čeprav ta deklaracija ni imela konkretnih posledic, so jo revolucionarni voditelji sprejeli kot resno grožnjo avstrijskega cesarstva proti Franciji.
Ideološki spor med Francijo ter monarhičnimi silami Evrope, predvsem Avstrije, se je še stopnjeval, poleg tega pa je svoje prispevala tudi francoska politična emigracija s svojim rovarjenjem in agitiranjem v avstrijskih in nemških provincah in vojna je bila na obzorju. 20. aprila 1792 je  Zakonodajna Skupščina z Ludvikovo podporo napovedala vojno cesarstvu, na čelu katerega je bil cesar Leopold II.
Kampanjo je vodil tedanji francoski zunanji minister Karel Frančišek Dumouriez, ki je pripravil takojšno invazijo na Avstrijsko Nizozemsko, kjer je pričakoval lokalno podporo prebivalstva. Toda revolucija je organizacijsko zelo oslabila francosko armado in zbrane sile so bile prešibke za učinkovito posredovanje. V množičnem zapuščanju vojaških položajev so francoski vojaki celo umorili enega izmed svojih generalov.
Medtem, ko je revolucionarna oblast poskušala reorganizirati armado s svežimi silami, se je pruska vojska pod vodstvom Karla Viljema Ferdinanda, vojvodo Braunschweig-Luneburškim zbrala pri Koblenzu na Reni in julija 1792 precej lahko zavzela trdnjavi Longwy ter Verdun. Vojvoda Braunschweig-Luneburški je 25. julija objavil razglas, ki je izražal namero Avstrije in Prusije, da restavrirata kraljevino Francijo s kraljem Ludvikom XVI.; posamezniki oziroma državljani, ki bi nasprotovali tej nameri pa bodo na naglih sodiščih obravnavani kot uporniki in kot taki obsojeni na smrt.
Ta manifest je imel popolnoma nasproten učinek svojemu namenu, saj so ga revolucionarji dojeli kot dokaz konspiracije kralja Ludvika XVI. in tujih sil proti lastni državi. 10. avgusta 1792 je razjarjena množica obkolila palačo Tuilleries in prisilila kralja, da se je zatekel po pomoč Zakonodajni Skupščini. To je bil dejansko konec Ludvikove vladavine.

## Aretacija in smrt
Ludvik XVI. je bil uradno aretiran 13. avgusta 1792 in odtlej zaprt v stari pariški trdnjavi Temple. 21. septembra 1792 je nacionalni konvent razglasil Francijo za republiko. Sodni proces proti njemu se je začel 11. decembra 1792, na katerem je bil spoznan za krivega veleizdaje in obsojen na smrt z giljotino. Od obsodbe naprej je bil imenovan kot državljan Ludvik Capet in je bil pod tem imenom tudi javno obglavljen 21. januarja 1793. Rabelj Charles Henri Sanson je kasneje izjavil, da je bivši kralj pogumno prenesel svojo usodo.